# Garcinia angustifolia
Garcinia angustifolia är en tvåhjärtbladig växtart som beskrevs av Albert Charles Smith. Garcinia angustifolia ingår i släktet Garcinia och familjen Clusiaceae. Inga underarter finns listade i Catalogue of Life.